# Northrop Grumman
Northrop Grumman Corporation é uma multinacional norte-americana que atua no ramo da indústria aeroespacial e defesa. A empresa foi fundada em 1994, depois da compra da Northrop pela Grumman. Com cerca de 97 000 empregados e uma receita anual superior a US$ 40 bilhões, é um dos maiores fabricantes de armas e fornecedores de tecnologia militar do mundo. Fundada em 1994 por meio da compra da Grumman Aerospace pela Northrop Corporation, a Northrop Grumman foi classificada como a terceira maior contratada de defesa do mundo em 2022. A empresa ficou em 101º lugar na lista Fortune 500 de 2022 das maiores corporações dos Estados Unidos.

## Setores de negócios
Northrop Grumman é composta por três setores de negócios: Sistemas Aeroespaciais, Sistemas de Missão e Serviços de Tecnologia.

### Sistemas Aeroespaciais

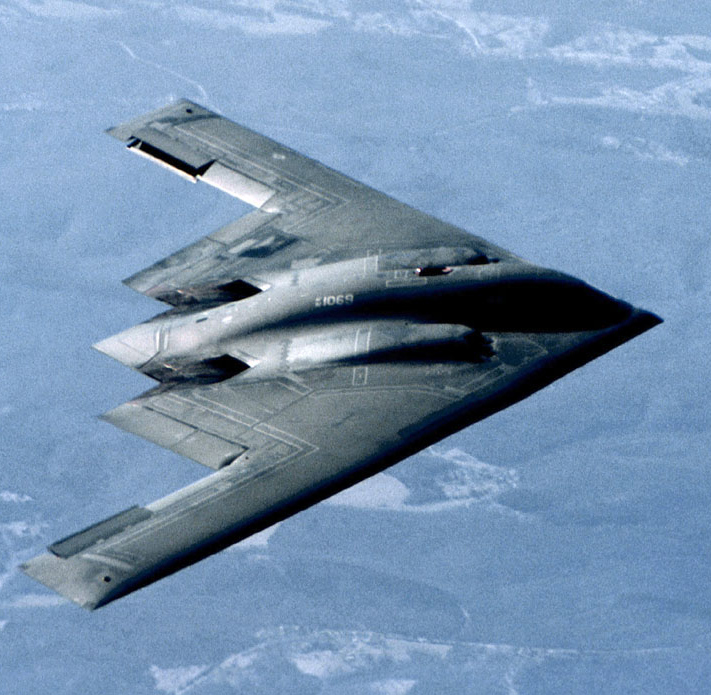
Northrop Grumman fabricou o B-2 Spirit.

Aerospace Systems, sediada em Redondo Beach, Califórnia, produz aeronaves, naves espaciais, sistemas de laser de alta energia e microeletrônica para os EUA e outras nações. Isso inclui vigilância e reconhecimento, comunicações protegidas, inteligência, gerenciamento de batalhas, operações de ataque, guerra eletrônica e defesa de mísseis para observação da Terra, ciência espacial e exploração espacial. O B-2 Spirit, o E-8C Joint STARS, o RQ-4 Global Hawk, e o T-38 Talon treinador supersônico são usados pela Força Aérea dos EUA. O Exército dos EUA usa o veículo aéreo não tripulado RQ-5 Hunter da Northrop Grumman, que está em uso operacional desde 1995. A Marinha dos EUA usa veículos aéreos Northrop Grumman-construídos tais como o BQM-74 Chukar, o RQ-4 Global Hawk baseado em BAMS UAS, Grumman C-2 Greyhound, Grumman E-2 Hawkeye, e o EA-6B Prowler. A Northrop Grumman fornece os principais componentes e montagens para diferentes aeronaves, como o F/A-18 Hornet, o F/A-18E/F Super Hornet e o EA-18G Growler.

## Ligação externa
- Northrop Grumman website (em inglês)
- Lista de produtos da Northrop Grumman (em inglês)
- Northrop Grumman empregos
- Northrop Grumman lista de produtos
- Entrevista com o CEO da Northrop Grumman, 12 de fevereiro de 2006.
- «Patents owned by Northrop Grumman». US Patent & Trademark Office. Consultado em 6 de dezembro de 2005
- Park Air Systems (Filial com sede no Reino Unido)